# موسسه فرهنگی ایتالیا
مؤسسه فرهنگی ایتالیا (انگلیسی: Istituto Italiano di Cultura) یک سازمان غیرانتفاعی است که توسط دولت ایتالیا ایجاد شده‌است. این فرهنگ ایتالیایی را ترویج می‌کند و در آموزش زبان ایتالیایی مشارکت دارد.